# گتو ویلنا
گتو ویلنا گتویی یهودی در جریان جنگ جهانی دوم بود که توسط آلمان نازی در شهر ویلنیوس در قلمرو رایخس‌کومیساریات اوستلاند تحت کنترل نازی‌ها تأسیس و اداره می‌شد. در طی عمر تقریباً دو ساله این گتو، گرسنگی، بیماری، اعدام‌های خیابانی، بدرفتاری و تبعید به اردوگاه‌های کار اجباری و مرگ، جمعیت گتو را از ۴۰٬۰۰۰ تن تخمینی به صفر رساندند. تنها چند صد تن، که بیشترشان یا در جنگل‌های اطراف پنهان شده بودند، یا به پارتیزان‌های شوروی پیوسته، یا توسط محلی‌ها پناه داده شده بودند، موفق به زنده ماندن از گتو شدند.

## نام
نام «ویلنا» از عنوان شهر در زبان عبری گرفته شده‌است. دیگر نام‌های این شهر به صورت Vilnius در لیتوانیایی، Wilno در لهستانی، Vilna در روسی، Vilne در ییدیش، و Wilna در آلمانی نوشته می‌شوند.

## پیشینه
پیش از حمله آلمان و شوروی به لهستان در سپتامبر ۱۹۳۹، ویلنیوس (ویلنا به عبری) پایتخت استان ویلنو در جمهوری دوم لهستان بود. زبان‌های غالب شهر لهستانی و تا حدودی ییدیش بودند. جمعیت لیتوانیایی‌زبان در آن هنگام اقلیتی کوچک و طبق منابع معاصر لیتوانیایی، حدود ۶ درصد از جمعیت این شهر را تشکیل می‌دادند. تا سال ۱۹۳۱، این شهر ۱۹۵٬۰۰۰ نفر جمعیت داشت، که آن را به پنجمین شهر بزرگ لهستان با صنایعی متنوع و کارخانه‌های جدید تبدیل کرده بود، و همچنین دانشگاهی بسیار معتبر در آن قرار داشت.
از هنگام مشخص شدن مرزهای لهستان و لیتوانی در سال ۱۹۲۲ توسط جامعه ملل پس از سرکشی ژلیگوفسکی، ویلنو شهری با اکثریت لهستانی و یهودی بود. پس از تهاجم شوروی به لهستان در سپتامبر ۱۹۳۹، ژوزف استالین طبق پیمان همیاری متقابل شوروی و لیتوانی، ویلنو را در اکتبر به قلمرو لیتوانی منتقل کرد. حدود دو سال بعد، در ۲۶ ژوئن ۱۹۴۱، ارتش آلمان و به دنبالش جوخه‌های مرگ آینزاتس‌کماندو، وارد ویلنا شدند. رهبران محلی لیتوانیایی هوادار پاک‌سازی قومی یهودیان و لهستانی‌ها بودند. در طی تابستان، نیروهای آلمانی و همدستان لیتوانیایی آن‌ها در یک برنامه پاکسازی گسترده بیش از ۲۱٬۰۰۰ یهودی ساکن ویلنیوس را کشتند.
جمعیت یهودیان ویلنیوس در آستانه هولوکاست کمینه ۶۰ هزار تن بود؛ برخی تخمین‌ها آن را نزدیک به ۸۰ هزار تن نیز ذکر کرده‌اند، که شامل پناهندگانی می‌شود که از لهستان اشغالی توسط آلمان به سوی شرق پناه آورده بودند، اما منهای تعداد کمی از یهودیانی است که موفق به فرار به اتحاد جماهیر شوروی شده بودند. آدم‌ربایی و کشتار یهودیان در شهر پیش از راه‌اندازی گتو توسط نیروهای در حال پیشروی آلمان آغاز شد و در نتیجه تقریباً ۲۱٬۰۰۰ قربانی پیش از ۶ سپتامبر ۱۹۴۱ اعدام شدند.

## گشایش گتو

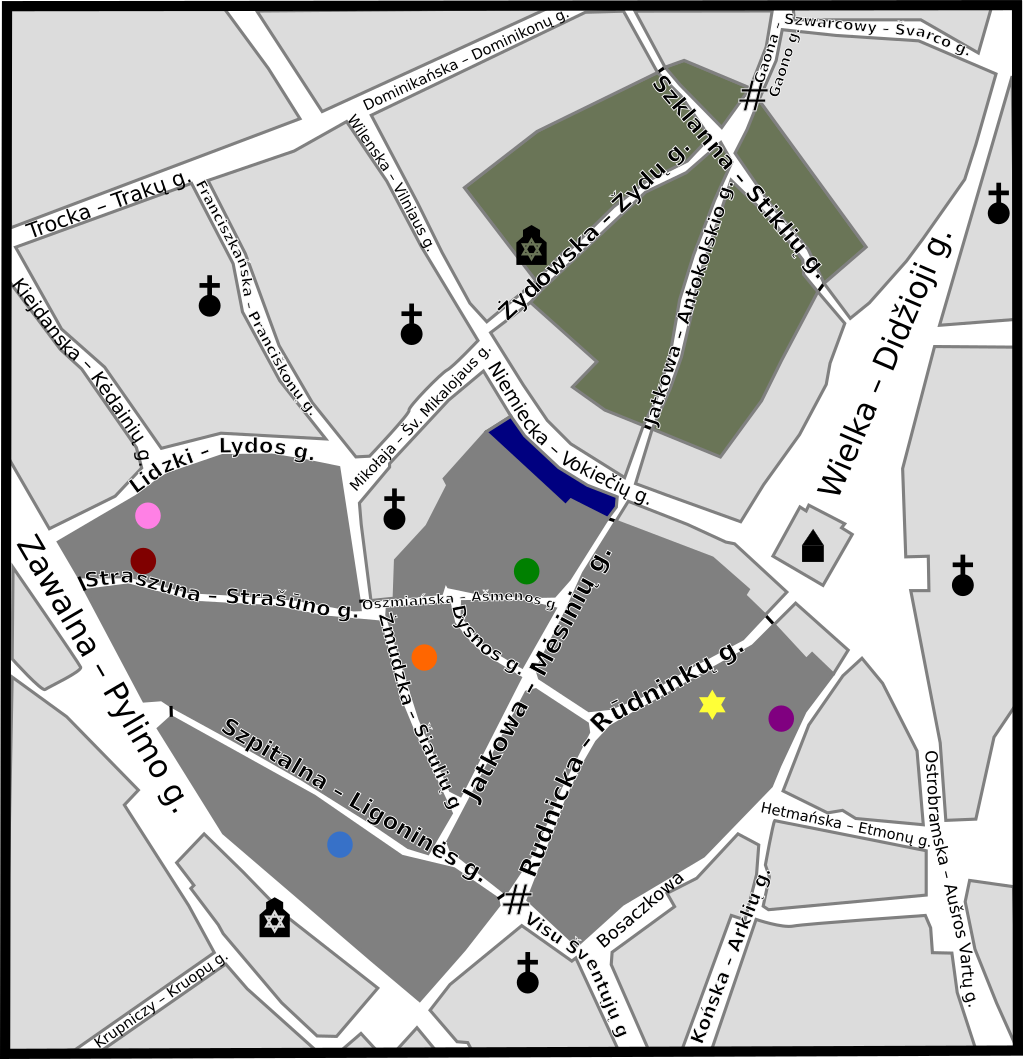
نقشه گتو ویلنا (گتوی کوچک با رنگ زیتونی-سبز مشخص شده‌است)

نازی‌ها به منظور آرام کردن محله فقیرنشین یهودیان در شهر قدیمی ویلنیوس و ناچار کردن دیگر ساکنان ثروتمندتر یهودی به اسکان در گتوی جدید پیش‌بینی‌شده توسط آلمان - به عنوان یک بهانه - رویدادی موسوم به «تحریک بزرگ» را در ۳۱ اوت ۱۹۴۱ صحنه‌آرایی کردند. این صحنه‌آرایی با هدایت اوبرشارفورر هورست شوآینبرگر از آینزاتس‌کماندو ۹ و با آگاهی هینریش لوهس ترتیب داده شد.
فرانتس مورر، هانس کریستیان هینگست، و شهردار ویلنیوس، کارولیس دابولویشیوس، مکان مناسب را برای گتو آینده انتخاب کردند و چنان صحنه‌آرایی کردند که گویی از راه دور به سوی سربازان آلمانی مستقر در مقابل یک سینما، از پنجره ای در کنج خیابان Stiklių و Didžioji شلیک شده‌است. عملیات توسط دو لیتوانیایی با لباس غیرنظامی که به ساختمانی متعلق به یهودیان نفوذ کرده بودند انجام شد. این لیتوانیایی‌ها از آپارتمان گریختند، سپس با سربازان آلمانی که در انتظار بودند بازگشته، دو یهودی را دستگیر، آن‌ها را به تیراندازی به سربازان آلمانی متهم، و ضرب و شتمشان کردند، سپس در همان‌جا به آن‌ها شلیک کردند. خیابان‌های Stiklių و Mėsinių توسط شبه‌نظامیان محلی مورد هجوم و یهودیان مورد ضرب و شتم قرار گرفتند. شب، به «تلافی» آن رویداد، همه یهودیان از محله ای که نازی‌ها پیشتر به عنوان مکان گتوی آینده انتخاب کرده بودند، خیابان به خیابان بیرون رانده شدند، و روز بعد زنان و کودکان باقی‌مانده در حالی که مردان مشغول کار بودند دستگیر شدند. مردان در محل کارشان نیز دستگیر شدند. یهودیان را به زندان لوکیشکیس، سپس به پانریایی، معروف به پوناری (یا پونار) ، منتقل کردند؛ جایی که آن‌ها میان ۱ و ۳ سپتامبر به قتل رسیده شدند. ۵ تا ۱۰ هزار تن، از جمله ده نفر از اعضای یودنرات، به قتل رسیدند. هدف آلمانی‌ها از این کار پاکسازی منطقه برای ایجاد گتو به منظور زندانی کردن تمام یهودیان ویلنیوس و حومه آن بود.
منطقه معین شده برای گتو، محله قدیمی یهودیان در مرکز شهر بود. در حالی که ویلنا به جز برخی محدودیت‌های کم‌شمار در امکان جابجایی و اسکان یهودیان در قرون وسطی، هیچ‌گاه دارای «گتو» یی یهودی نبود، منطقه ای که نازی‌ها برای گتوی خود انتخاب کرده بودند بیشتر از نظر تاریخی ساکنان یهودی داشت. نازی‌ها منطقه را به دو گتو تقسیم کردند (گتو بزرگ و گتو کوچک)، که با راهرویی که از خیابان Deutschegasse می‌گذشت، به هم وصل می‌شدند.
در ۶–۷ سپتامبر ۱۹۴۱، نازی‌ها با اخراج یهودیان از خانه‌های خود، ۲۰٬۰۰۰ یهودی باقیمانده را به داخل دو گتو شهر منتقل کردند که در طی این عملیات ۳۷۰۰ تن کشته شدند. نوکیشان، «نیمه‌یهودیان» و کسانی که همسران یهودی داشتند نیز ناچار به رفتن درون گتو شدند.
نخستین عملیات آلمانی‌ها با عنوان عملیات Gelb Schein (گذرنامه زرد) نامگذاری شد زیرا که آلمانی‌ها ۳٬۰۰۰ جواز گذار به کارگران و خانواده‌های آنها تحویل دادند، در حالی که ۱۲٬۰۰۰ تن را به دورن گتو راه داده بودند. میان ۲۵ و ۲۷ اکتبر ۱۹۴۱، ۳٬۷۸۱ تن از کسانی که این گذرنامه را نداشتند در پوناری کشته شدند.

## برچیدن
از هنگام تأسیس گتو تا ژانویه ۱۹۴۲، گروه‌های وظیفه آلمانی و لیتوانیایی آینزاتس‌گروپن به‌طور منظم عملیات غافلگیرانه ای را با نام Aktionen اجرا می‌کردند که اغلب مصادف با تعطیلات یهودیان بود. ساکنان گتو معمولاً به صف کشیده شده، و برای اعدام از درون گتو اخراج می‌شدند. در اَکسیونی در یوم‌کیپور در یکم اکتبر ۱۹۴۱، آلمانی‌ها به یودنرات دستور دادند که دستگیری‌های منتهی به مرگ ۱٬۹۸۳ تن را رهبری کنند. ساکنانی که توسط پلیس یهودی فاقد مجوز کار تشخیص داده می‌شدند، دستگیر و به بازداشتگاه‌های آلمانی منتقل می‌شدند. در همان ماه گتو کوچک، که در آن افراد «نامولد» همچون کهنسالان، بیماران، یا کسانی که توانایی کار نداشتند ساکن بودند، توسط آلمانی‌ها برچیده شد. بیشتر زندانیان به پوناری برده شده و تیرباران شدند. حدود ۲۰٬۰۰۰ یهودی، از جمله ۸٬۰۰۰ تن فاقد برگه‌های شناسایی، در گتو بزرگ باقی ماندند.
دوره میان ژانویه ۱۹۴۲ تا مارس ۱۹۴۳ به عنوان «دوره ثبات» گتو شناخته می‌شد. اَکسیون‌ها متوقف شدند و برخی جنبه‌های زندگی عادی بازگشتند. این دوره آرام تا ۶ اوت ادامه داشت؛ پس از آن، آلمانی‌ها به دستور هاینریش هیملر اقدام به اخراج ۷٬۱۳۰ یهودی به استونی کردند، و عملیاتشان در ۵ سپتامبر به پایان رسید. به دنبال دستور رودولف نویگه‌بائر، رئیس گشتاپو ویلنیوس، گتو در ۲۳ تا ۲۴ سپتامبر ۱۹۴۳ با فرماندهی اوبرشارفورر برونو کیتل برچیده شد. اکثریت ساکنان باقیمانده به اردوگاه کار اجباری وایوارا در استونی فرستاده، یا در جنگل پوناری کشته، یا به اردوگاه‌های مرگ در لهستان اشغالی فرستاده شدند.